# Libořice
Libořice är en ort i Tjeckien.   Den ligger i regionen Ústí nad Labem, i den nordvästra delen av landet, 70 km väster om huvudstaden Prag. Libořice ligger 267 meter över havet och antalet invånare är 335.
Terrängen runt Libořice är huvudsakligen platt, men österut är den kuperad. Runt Libořice är det ganska glesbefolkat, med 34 invånare per kvadratkilometer. Närmaste större samhälle är Žatec, 8,3 km norr om Libořice. Trakten runt Libořice består till största delen av jordbruksmark.